# Tetracampe impressa
Tetracampe impressa är en stekelart som beskrevs av Förster 1841. Tetracampe impressa ingår i släktet Tetracampe, och familjen raggsteklar. Arten är reproducerande i Sverige.